# Fahnestock Glacier
Fahnestock Glacier är en glaciär i Antarktis. Den ligger i Västantarktis. Inget land gör anspråk på området. Fahnestock Glacier ligger 340 meter över havet.
Terrängen runt Fahnestock Glacier är lite kuperad, och sluttar norrut.  Trakten är obefolkad. Det finns inga samhällen i närheten.